# Algis Dobravolskas
Algis Dobravolskas (* 21. Oktober 1951 in Vabalninkas, Rajon Biržai) ist ein litauischer Wirtschaftswissenschaftler und Politiker.

## Leben
Nach dem Abitur absolvierte Dobravolskas 1974 das Diplomstudium an der Industriefakultät der Vilniaus universitetas (VU) und 1979 promovierte. Von 1974 bis 1976 arbeitete er im Bildungsministerium Litauens, von 1979 bis 1982 lehrte an der VU, ab 1987 als Dozent. Von 1982 bis 1990 war er Forscher am Wirtschaftsinstitut der Lietuvos mokslų akademija, von 1990 bis 1992 Sozialminister Litauens, ab 1991 stellv. Ministerpräsident. Ab 2003 ist er Leiter des Lehrstuhls für Wirtschaft an der Mykolo Romerio universitetas in Vilnius.